# Sophia Schiebe

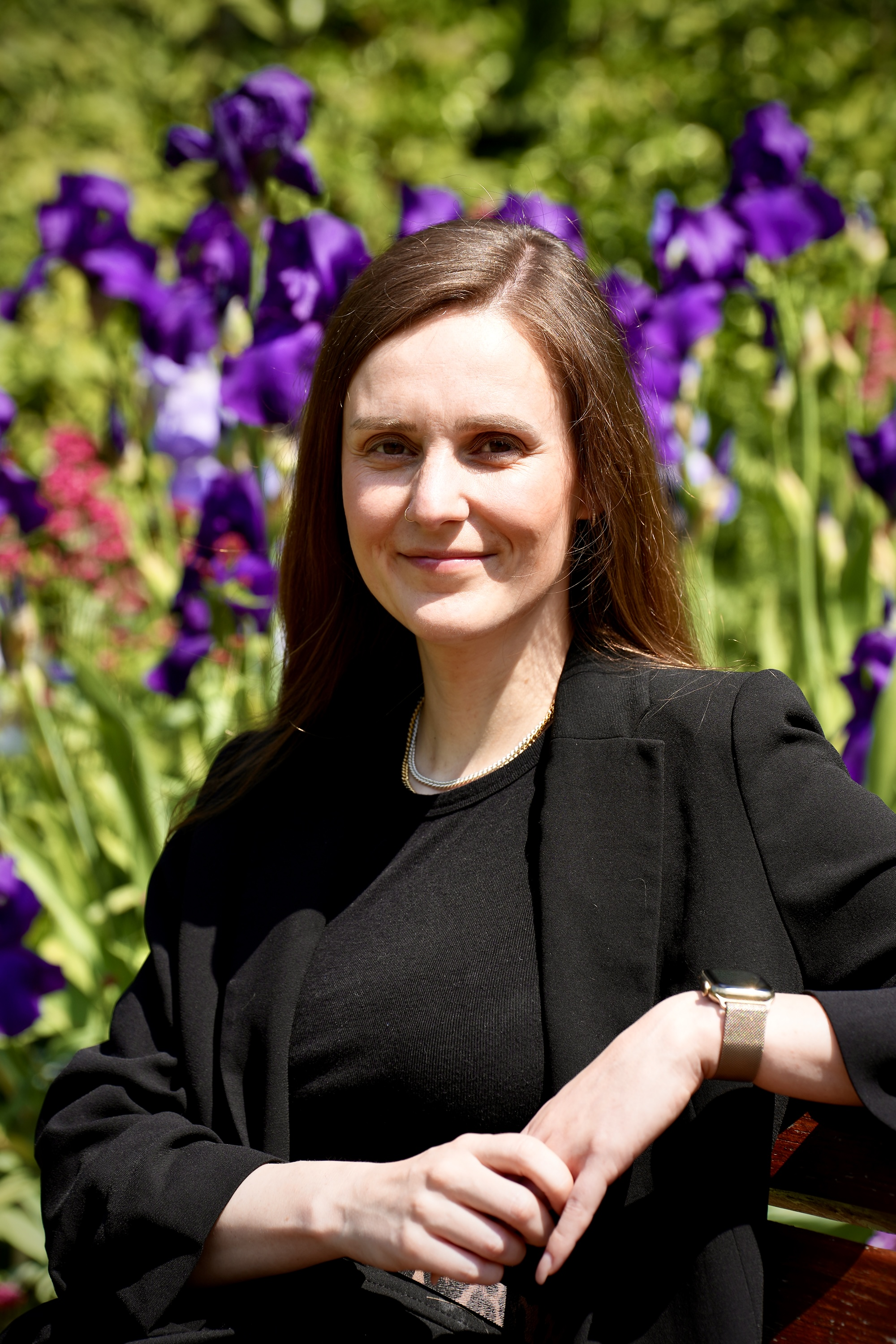
Sophia Schiebe (2022)

Sophia Schiebe (* 12. Oktober 1989 in Hagenow) ist eine deutsche Politikerin (SPD). Sie wurde bei der Landtagswahl 2022 in den Schleswig-Holsteinischen Landtag gewählt.

## Leben und Beruf
Schiebe wurde im Oktober 1989 in Mecklenburg-Vorpommern geboren und lebte dort bis zum Abitur. Sie studierte an der Christian-Albrechts-Universität in Kiel Geschichte und Religion auf Lehramt, absolvierte jedoch kein Referendariat. Für kurze Zeit arbeitete sie in Kiel bei der Deutschen Kinder- und Jugendstiftung und war bis zu ihrem Einzug in den Landtag als Leiterin des Offenen Ganztages an der Grundschule Falkenfeld in Lübeck tätig.

## Politische Tätigkeit
Schiebe trat während ihres Studiums den Jusos bei. Sie war in den Jahren 2013 bis 2014 und von 2016 bis 2017 stellvertretende Landesvorsitzende der Jusos in Schleswig-Holstein, von Juni 2017 bis 2019 war sie deren Vorsitzende. Von 2019 bis 2023 war sie stellvertretende Landesvorsitzende der SPD Schleswig-Holstein.
Bei der Landtagswahl in Schleswig-Holstein 2022 erreichte sie im Wahlkreis Lübeck-West mit 28,4 % der Erststimmen den zweiten Platz hinter der CDU-Kandidatin Dagmar Hildebrand mit 31,1 % der Erststimmen. Damit verpasste sie das Direktmandat, zog jedoch über den vierten Platz der Landesliste ihrer Partei in den Landtag ein. Die SPD-Abgeordneten wählten sie zur stellvertretenden Fraktionsvorsitzenden. Seit 2022 ist sie Sprecherin für Kinder und Jugend, Familie, KiTA, Gleichstellung, Queer, Antidiskriminierung und Ehrenamt.

## Ehrenämter
Im Juli 2024 wurde Schiebe als Nachfolgerin von Irene Johns zur Landesvorsitzenden des Kinderschutzbundes Schleswig-Holstein gewählt.
Neben ihrer politischen Tätigkeit ist Schiebe in folgenden Vereinen und Verbänden Mitglied: in der Arbeiterwohlfahrt, bei der Gewerkschaft Erziehung und Wissenschaft, in der Sozialistischen Jugend Deutschland – die Falken, im Verein für Demokratie und Hochschule, beim Projekt moderner Sozialismus Norddeutschland-ProMS e.V., in der Lübecker Flüchtlingshilfe e.V., im Klub 111 und beim Kinderschutzbund.